# Anjaf
| S34 | n · x | V28 | a · f | A1 |

| S34 | n · x | V28 | a · f | A1 |

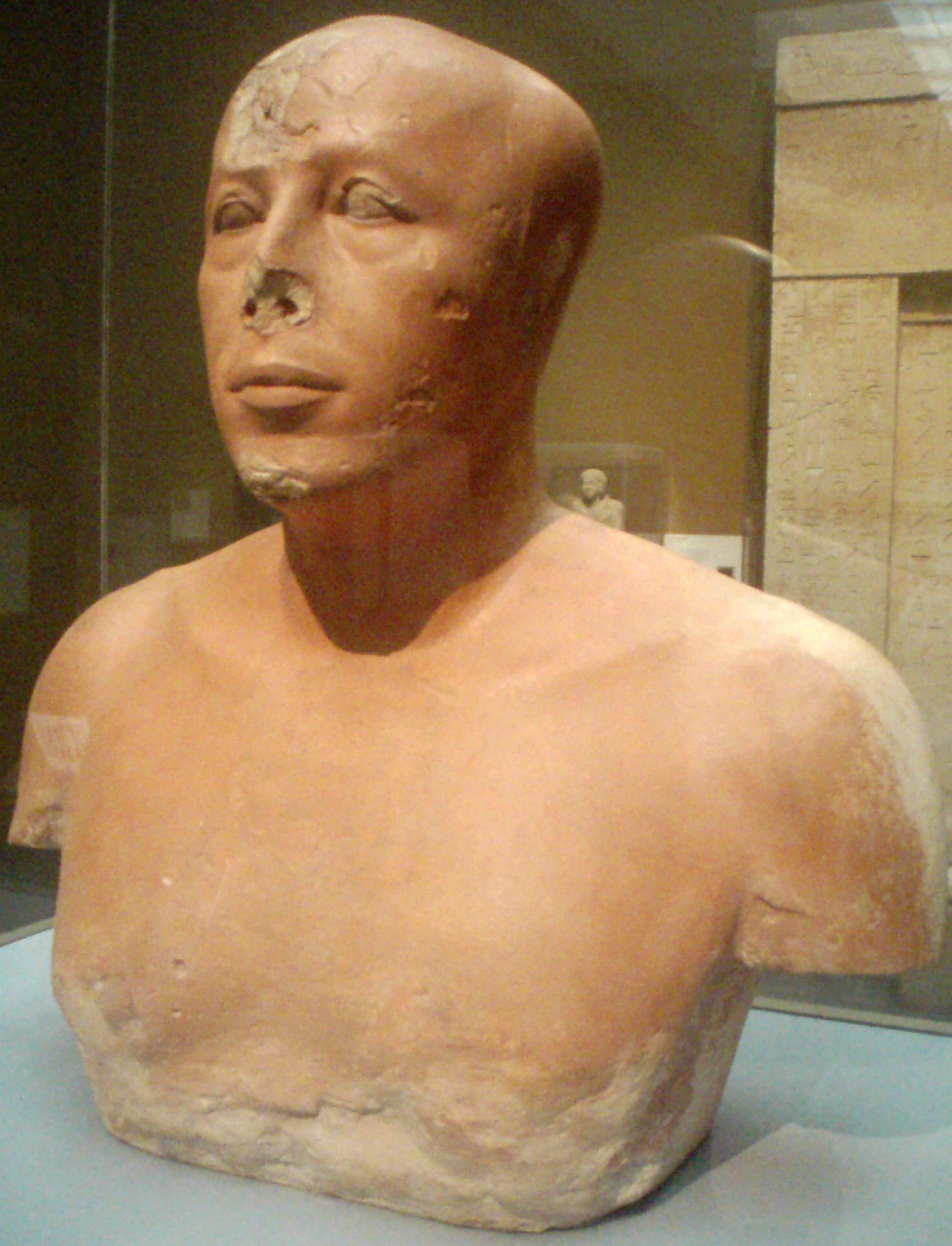
Busto de Anjaf.
Museo de Bellas Artes de Boston.

El príncipe Anjaf era hijo del faraón Seneferu de la cuarta dinastía, un hermano más joven del faraón Jufu, y fue chaty durante el reinado de su sobrino, Kefrén, supervisando todos los trabajos de Su Majestad circa 2550 a. C. Se ocupó de la construcción de la Gran Pirámide de Guiza.
Se hizo construir una mastaba en Guiza, (G7510) en la necrópolis situada al este de la pirámide de su hermano, la tumba más grande de la meseta aparte de las reales. En su cámara funeraria se encontraron fragmentos de diorita escritos y un busto suyo, conservado en el museo de las Bellas Artes de Boston. Esta imagen, en piedra caliza policromada, es de un estilo realista hecha por un maestro del Imperio Antiguo que se alejó del canon usual. Se pueden observar, sobre la capa de yeso que cubre la piedra caliza y que sirve al tallista para refinar detalles, las irregularidades de la cabeza, las líneas de la nariz y las bolsas de los ojos con un sentido naturalista.
Fue el tercer marido de su sobrina Hetepheres, casada anteriormente con Kawab y Dyedefra, y no se le conoce descendencia.